# 蔡时鼎
蔡时鼎（1551年—1593年），字台甫（一作字冶辅），号调吾，福建漳浦人。明朝官员。

## 生平

### 为官有绩
蔡时鼎于万历二年（1574年）中甲戌科會試第九名，三甲五十五名进士。初任桐乡知县，万历七年（1579年）因丧父归家，期满后起补京师大名府元城知县，为治清严，驭下严明，人不能欺。万历十一年（1583年）八月，因在考选中被认为堪当御史而被征授云南道监察御史。太和山提督中官田玉兼任湖广行都司等处分守，蔡时鼎上言认为不可，并举出田玉此前的违法行为。御史丁此吕因弹劾侍郎高启愚而被贬谪；万历十二年（1584年）五月，时任直隶巡按的蔡时鼎为丁此吕辩护，言语侵犯了吏部尚书杨巍及申时行。左都御史赵锦、副都御史石星、尚书王遴、潘季驯、杨兆、侍郎沈鲤、陆光祖、舒化、何起鸣、褚鈇、大理卿温纯及都给事中齐世臣、御史刘怀恕等极言申时行、许国、杨巍不宜去职，主事张正鹄、南京郎中汪应蛟、御史李廷彦、蔡时鼎、黄师颜等则力指这些请求留用三人的大臣的过失。后蔡时鼎受任巡盐两淮，将分得的盈余钱财全部捐出作为开河费，置属邑学田。万历十三年（1585年）二月，上言十条建议修改盐法，除“允许私下卖盐”未准外，皆获准。六月，户部上奏蔡时鼎“听收折价”之议，因存盐积滞，为便于疏通，淮南征银二钱、淮北二钱一分，以后再全征，获准。同月，总漕李世达从马永登与蔡时鼎议，于石堤东开越河。
蔡时鼎因建言而被罢免巡盐两淮之职，并被商人于南京刑部弹劾，时任南京刑部尚书的陆光祖却雪其冤情，降罪于诬告者。陆光祖的行为被时人认为是胸襟广阔的表现。

### 忤旨遭贬
蔡时鼎回朝复为御史。当年八月，因他的提议，朝廷准许扬州商灶子弟于运司（即都转盐运使司）应试，由提学官统一选取入学。十月，有外戚子弟因未能中举，诬顺天府考官张一桂私通其客冯诗、童维宁及编修史钶子史记纯，又滥取冒籍者五人。明神宗怒，命冯诗、童维宁戴枷，罢免张一桂、史钶官职。申时行等为之开解。神宗更怒，夺史钶官职，冯诗、童维宁下吏部查验。法司审判得出无此事，因而忤旨被责。最终冯诗、童维宁被枷号一个月，张一桂则调职南京。蔡时鼎闻讯，认为此事不是由外廷揭发，而是宦官进言揭发，极言这是言官不受信任的表现，且众人即使有罪，也只是削籍之罪，一旦被枷死了，皇帝必会后悔。神宗听到了发怒，以手札命令阁臣将蔡时鼎治罪。正逢申时行及王锡爵“在告”（休假），许国、王家屏在值班，联名四位大臣，仅拟罚蔡时鼎停俸半年，且请求稍减冯诗、童维宁带枷之期，以保全其性命。神宗不从，责蔡时鼎怀疑、诽谤君上，降为极边地区的杂职，不许推用。蔡时鼎最终被谪为马邑典史，到任后了解民情、敌情，后辞官归家。十二月，南京御史王籓臣、给事中王嗣美等交相上章相救蔡时鼎和同时因言获罪被贬的南京御史王学曾，被夺俸一级。礼科给事中王士性上疏请求召还蔡时鼎等，忤旨，无果。万历十五年（1587年），起用为太平府推官，代行知府事。八月，被吏部推为南京刑部广西司主事，神宗不许。御史王世扬请求如石星、海瑞、邹元标例起用蔡时鼎，无果。万历十七年（1589年），进南京刑部主事，不久转南京吏部验封司主事。
万历十八年（1590年）九月，又上疏弹劾时任大学士的申时行，历数其十大过失，劝其反省改过。上疏被留中。万历十九年（1591年）进为南京礼部祠祭司郎中。十二月，吏部推孟一脉、蔡时鼎为江西提学，吕兴周、马犹龙为副。神宗厌恶孟、蔡的言语，用吕、马为正职。吏科都给事中钟羽正率同僚上言劝谏神宗任用孟、蔡以免有损谏官忠直之风，忤旨，钟羽正等分别被夺俸。后吏部又拟调蔡时鼎为尚宝司丞，仍不获准。
万历二十一年（1593年），蔡时鼎卒于官，年四十三岁。家贫无以下葬，士大夫出钱为他治丧，都为他感到可惜。
蔡时鼎平时极力研读经史并写作，从经史百家以至阴阳、医卜无不研究，尤其嗜好《周易》——他曾为该书注疏解释，但未有成书。太史林偕春为其撰写《蔡公时鼎传》。

## 家族
曾祖蔡慈明。祖父蔡孟成。父蔡華寵。母鄭氏。重庆下。

## 延伸阅读
[在维基数据编辑]
 《明史卷二百三十》，出自《明史》